# Hội chứng Marfan
Hội chứng Marfan là rối loạn di truyền hiếm của mô liên kết có ảnh hưởng đến xương, tim mạch, và mắt. Trong hội chứng Marfan, một đột biến di truyền gây khiếm khuyết trong việc sản sinh fibrillin, một protein tìm được trong mô liên kết. Người bị ảnh hưởng có khung xương cao gầy, ngón tay dài, đôi khi được miêu tả là giống như nhện. Họ thường có khớp xương linh động. Thủy tinh thể trong mắt thường bị lệch, và có khả năng cao mắc chứng glaucoma hay bong võng mạc. Cơ tim có thành phần bất thường, và một số biến cố tim mạch có thể xảy ra; bóc tách động mạch chủ là nguyên do tử vong thường gặp nhất.
Hội chứng Marfan di truyền tính trội theo nhiễm sắc thể thường. Tùy vào mức độ biểu hiện của bệnh mà người bị ảnh hưởng có thể tử vong sớm hoặc có thể sống hầu như hoàn toàn bình thường. Mặc dù không thể chữa trị tận gốc sự bất thường của mô liên kết, các vết thương có khả năng hồi phục như thường, và có thể phẫu thuật chữa trị một số khuyết tật. Hội chứng Marfan được đặt tên theo bác sĩ người Pháp Antonin Marfan, người đầu tiên miêu tả rối loạn này vào năm 1896.
Tỉ lệ người mắc phải hội chứng là từ 1:5000-10000. Hội chứng có thể xuất hiện ở cả nam giới và nữ giới. Tỷ lệ tương tự giữa các chủng tộc và các khu vực khác nhau trên thế giới.

## Dấu hiệu và triệu chứng

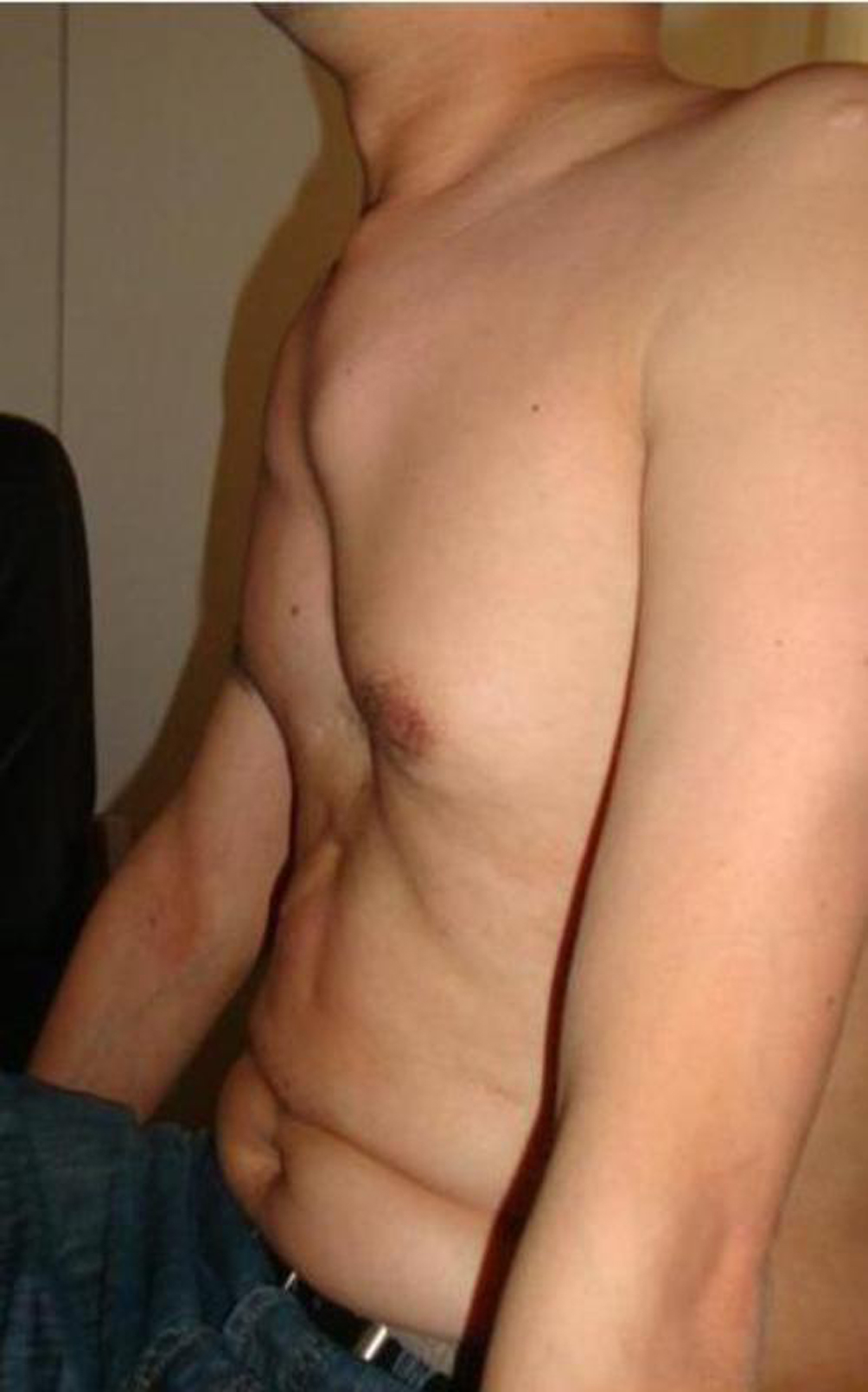
Một biến dạng ở thành ngực trước ở người mắc hội chứng Marfan

Có hơn 30 triệu chứng khách nhau có liên quan đến hội chứng Marfan. Các triệu chứng nổi bật nhất ảnh hưởng đến hệ thông xương, tim mạch và mắt. Bên cạnh đó, tất cả các mô liên kết trên cơ thể đều có khả năng bị ảnh hưởng.

### Hệ thống xương
Hầu hết các dấu hiệu dễ thấy có liên quan đến hệ thống xương. Nhiều người mắc hội chứng Marfan có chiều cao lớn khác thường. Một số người có tay chân thon dài, không cân xứng với cổ tay mỏng, yếu và ngón tay ngón chân dài. Bên cạnh ảnh hưởng đến chiều cao và độ dài các chi, những người mắc hội chứng này có thể có cột sống cong bất hường (vẹo cột sống), xương ức lồi, các khớp linh hoạt bất thường, bàn chân phẳng, ngón chân búa, vai cúi thấp và những vết rạn trên da. Nó cũng có thể gây đau khớp, xương và cơ bắp. Một số người khác bị rối loạn ngôn ngữ do có triệu chứng vòm họng cao và hàm nhỏ.  Viêm xương khớp sớm có thể xảy ra. Các dấu hiệu khác bao gồm phạm vi chuyển động hạn chế ở hông do đầu xương đùi nhô vào hốc hông sâu bất thường.

### Mắt
Đối với người mắc hội chứng này, sức khỏe mắt có thể bị ảnh hưởng theo nhiều cách,nhưng triệu chứng chính là lệch thủy tinh thể một hoặc hai mắt, cận thị nặng, đục thủy tinh thể khởi phát sớm, tăng nhãn áp , bong hoặc rách võng mạc.

### Hệ thống tim mạch
Động mạch chủ có thể bị phình to hoặc bị bóc tách, tình trạng này có thể không có triệu chứng. Tuy nhiên động mạch chủ có nguy cơ bị vỡ và đe dọa đến tính mạng. Vì vậy, người bệnh cần đến gặp bác sĩ ngay lập tức nếu bị đau ngực, khó thở hoặc ho mà không kiểm soát được.
Trong quá trình mang thai: tim của thai phụ phải bơm đi một lượng máu nhiều hơn bình thường, do vậy sẽ làm tăng nguy cơ bị vỡ động mạch chủ và gây tử vong cho mẹ.
Dị dạng van tim hoặc giãn van tim quá mức, có thể dẫn đến suy tim.

### Phổi
Tuy các triệu chứng về phổi không phải là triệu chứng phổ biến ở người mắc hội chứng Marfan. Triệu chứng về phổi phổ biến nhất là tràn khí màng phổi (không khí thoát ra khỏi phổi và chiếm không gian màng phổi giữa ngực và phổi, phổi bị bé gây đau và khó thở và sẽ tử vong nếu không được điều trị). Các triệu chứng về  phổi khác như là: ngưng thở khi ngủ và bệnh tắc nghẽn phổi.

### Hệ thần kinh
Sự suy yếu của các mô liên kết của túi màng cứng bao quanh tủy sống có thể làm ảnh hưởng đến chất lượng cuộc sống. Nó có thể xuất hiện trong một thời gian dài mà không tạo ra bất kỳ triệu chứng đáng chú ý nào. Các triệu chứng có thể xảy ra là: đau lưng dưới, đau chân, đau bụng, các triệu chứng thần kinh khác ở chi dưới hoặc đau đầu – các triệu chứng thần kinh giảm khi nằm thẳng.

### Da[2]
Nhiều người bị hội chứng Marfan có các vết rạn trên da mà không có bất kỳ sự thay đổi trọng lượng nào. Những vết rạn da có thể xảy ra ở mọi lứa tuổi và không gây hại sức khỏe. Tuy nhiên, người mắc hội chứng Marfan có nguy cơ cao thoát vị bụng hoặc bẹn.

## Di truyền học
Hội chứng Marfan xảy ra do một khiếm khuyết trong gen fibrillin-1 (FBN1).
FBN1 là gen sản xuất ra protein cần thiết để cấu tạo nên các sợi đàn hồi trong mô liên kết. Đột biến gen này có thể làm giảm số lượng và chất lượng của fibrillin-1 trong mô liên kết, dẫn đến sự suy yếu của các cấu trúc.
Một người mắc hội chứng này có 50% khả năng truyền bệnh cho con. Bố mẹ không mắc bệnh vẫn có khả năng sinh ra con có hội chứng Marfan. Hầu hết người mắc hội chứng này có một thành viên trong gia đình mắc phải hội chứng. Khoảng 75% người mắc hội chứng thừa hưởng gen bất thường từ bố mẹ mắc bênh. 25% còn lại là kết quả của một đột biến mới trong gen.

## Chữa trị
Dù không có cách chữa trị nhưng những người mắc hội chứng có tuổi thọ tăng đáng kể trong vài thập kỷ qua nhờ sự phát triển của y học và việc chẩn đoán sớm. Họ có thể có tuổi thọ như người bình thường.
Những người mắc hội chứng được khuyến cáo nên thường xuyên theo dõi sức khỏe của van tim và động mạch chủ. Hội chứng Marfan được điều trị bằng cách giải quyết từng các triệu chứng khi nó xuất hiện. Chú ý theo dõi trẻ nhỏ mắc hội chứng để làm chậm khả năng giãn động mạch chủ. Mục tiêu của chiến lược điều trị này là làm chậm quá trình giãn động mạch chủ và ngăn ngừa bất kỳ tổn thương nào đối với van tim bằng cách loại bỏ chứng loạn nhịp tim, giảm thiểu nhịp tim và hạ huyết áp của người đó.

### Hoạt động thể chất
HIệp hội tim mạch Hoa Kỳ đã khuyến nghĩ những người có hội chứng Marfan:
- Các hoạt động được cho phép: chơi bowling, golf, trượt băng, lặn với ống thở, đi bộ nhanh, dùng máy chạy bộ, đạp xe đạp, chơi tennis đôi.
- Có thể gây rủi ro: bóng rổ, chạy nước rút, bóng đá, bóng chày, cưỡi ngựa.
- Nguy cơ cao: thể hình, cử tạ, leo núi, lướt sóng.

### Mang thai
Khi mang thai, ngay cả khi không có bất thường về tim mạch, phụ nữ mắc hội chứng Marfan có nguy cơ bị vỡ động mạch chủ, thường gây tử vong ngay cả khi được điều trị nhanh chóng. Sau đó, phụ nữ mắc hội chứng Marfan nên được kiểm tra kỹ lưỡng trước khi thụ thai và siêu âm tim nên được thực hiện sau 6 đến 10 tuần trong khi mang thai, để đánh giá đường kính gốc của động mạch chủ. Đối với hầu hết phụ nữ, sinh con tự nhiên là có thể.
Hội chứng Marfan là triệu chứng trội. Điều này có nghĩa là một đứa trẻ có cha hoặc mẹ là người mang gen có xác suất mắc hội chứng là 50%. Năm 1996, liệu pháp thử nghiệm di truyền tiền cấy ghép (PGT) đầu tiên cho Marfan đã được tiến hành; về bản chất PGT có nghĩa là tiến hành xét nghiệm di truyền trên các tế bào phôi IVF giai đoạn đầu và loại bỏ những phôi bị ảnh hưởng bởi đột biến Marfan.

## Dịch tễ học
Hội chứng Marfan ảnh hưởng đến nam và nữ như nhau, và đột biến cho thấy không có sự thiên vị về dân tộc hoặc địa lý. Ước tính cho thấy khoảng 1 trên 5.000 đến 10.000 người mắc hội chứng Marfan.

## Lịch sử
Hội chứng Marfan được đặt theo tên của Antoine Marfan , bác sĩ nhi khoa người Pháp lần đầu tiên mô tả tình trạng này vào năm 1896 sau khi nhận thấy những đặc điểm nổi bật ở một bé gái năm tuổi. Gen liên quan đến căn bệnh này lần đầu tiên được xác định bởi Francesco Ramirez tại Trung tâm y tế Mount Sinai ở thành phố New York năm 1991.